# Engelmann-Syndrom
Das Engelmann-Syndrom (nach Theodor Wilhelm Engelmann) ist eine seltene Form der Osteosklerose und durch eine generalisierte Knochenhypertrophie mit zunehmender Knochenverhärtung bei gleichzeitiger Verminderung der Knochenbelastbarkeit gekennzeichnet. Prinzipiell ist dieses Syndrom autosomal-dominant vererbbar, tritt aber häufig sporadisch auf.

## Synonyme
- Camurati-Engelmann-Syndrom (CES)
- progressive diaphysäre Dysplasie Typ 1
- Osteopathia hyperostotica multiplex infantilis

Eine in der Ausprägung der Symptomatik abgeschwächte Form des Engelmann-Syndroms ist das Ribbing-Syndrom.

## Ursachen
Verursacht wird das Engelmann-Syndrom durch eine Genmutation des TGFB1-Gens auf Chromosom 19 Genlocus q13.1-13.3. Betroffen ist die Beta-1-Kette des Transforming Growth Factor (TGFβ1). Der TGF hat Anteil an der Formbildung der Knochen. Es ist möglich, dass Menschen zwar selbst symptomfrei sind, jedoch als Anlageträger das Syndrom vererben können.

## Symptome
Der Zeitpunkt der Erstmanifestation klinischer Symptome liegt beim Engelmann-Syndrom im Kindesalter. Die Symptomatik zeigt insgesamt eine große Variabilität, sodass stets der Einzelfall genau zu betrachten ist.
Klassisch äußert sich das Syndrom durch zunächst an den langen Röhrenknochen (Schienbein, Femur, Humerus, Ulna, Radius) auftretende schmerzhafte und fortschreitende gleichmäßige diaphysäre (= auf das Mittelteil / die Diaphyse der Knochen bezogene) Überschussbildung von Knochengewebe (Hyperostose) und durch eine Sklerose der Knochenhaut (Periostsklerose). Die Endstücke (Epiphysen) und die Knochenabschnitte zwischen Dia- und Epiphysen, die Metaphysen, sind von der Ausweitung nicht betroffen. In der Regel beginnen die Veränderungen an den Unterschenkeln und gehen später auf andere Skelettteile über.
Es kommt zunächst zu Knochenschmerzen (insbesondere in den Beinen) und einhergehend mit einer Muskelschwäche und Myopathie zu Schwierigkeiten beim Gehen (Entengang), später kann sich ein unproportioniertes Wachstum zeigen, das gekennzeichnet ist durch unverhältnismäßig lange Arme und Beine. Kontrakturen der großen Gelenke sind häufig.
Hat die fortschreitende Hyperostose die Schädelbasis und den Unterkiefer (Mandibula) erreicht, kann es zu einer Einengung von Hirnnervenkanälen kommen. Dies hat je nach betroffenem Kanal Hörstörungen bis hin zur Gehörlosigkeit, Sehbeeinträchtigungen bis hin zur Blindheit und Gesichtslähmungen zur Folge. Die Intelligenz wird dadurch nicht beeinträchtigt. Betroffene Kinder ermüden oftmals schnell und klagen über Kopfschmerzen. Die Pubertät setzt häufig verspätet ein. Plattfüße und Skoliose können auftreten.
Menschen mit dem Engelmann-Syndrom sind überdurchschnittlich oft von Gefäßerkrankungen wie z. B. dem Raynaud-Syndrom und von Erkrankungen des Blutes sowie der blutbildenden Organe, die zu Anämie, Leukopenie und erhöhter Blutkörperchensenkungsgeschwindigkeit (Blutsenkung) führen können, betroffen.

## Diagnose
Zur Interpretation oben genannter Symptome lässt sich durch Röntgenuntersuchungen an den betroffenen Röhrenknochen eine ungewöhnliche Verdickung der Rindenschicht (Kortikalis) und erweiterte Markhöhlen feststellen.

## Differentialdiagnostik
Eine Differentialdiagnose zu anderen Osteosklerosen wie z. B. die Kraniodiaphysäre Dysplasie gelingt nicht immer. Schwierigkeiten bei der Diagnostik kann auch die selbst innerfamiliär mitunter hohe Variabilität der Symptomausprägung machen. Abzugrenzen ist auch das ähnliche Ghosal-Syndrom.

## Therapie
Die Gabe von Corticosteroiden kann zu einer Normalisierung der klinischen und röntgenologischen Auffälligkeiten führen. Allerdings verändert sich das Wachstum durch die Medikation in Richtung Minderwuchs.

## Ribbing-Syndrom
Das Ribbing-Syndrom ist sehr selten und bislang lediglich bei wenigen sporadischen Fällen und in Geschwisterschaften beschrieben worden. Letzteres und das Auftreten von Teilsymptomen bei den Eltern stärkt die Annahme, dass das Syndrom einem autosomal-rezessiven Erbgang folgt. Beim Ribbing-Syndrom zeigen sich symptomatische Parallelen zum Engelmann-Syndrom. Der Phänotyp allerdings manifestiert es sich erst nach der Pubertät, die Überschussbildung von Knochengewebe (Hyperostose) beginnt asymmetrisch und bleibt auf die langen Röhrenknochen beschränkt.